# Cerco de Fushimi
O Cerco de Fushimi uma batalha crucial durante uma série de conflitos que antecederam a decisiva Batalha de Sekigahara, marcando o fim do Período Sengoku. O Castelo de Fushimi era defendido pelas forças leais a Tokugawa Ieyasu, lideradas por Torii Mototada. Sabendo da sua inevitável derrota, Torii decidiu fazer frente às tropas de Ishida Mitsunari , apesar da tomada do castelo, o seu valor e entregar mudaram o rumo da história do Japão, ao permitir que Tokugawa rearmasse o seu exército, unificando posteriormente o país.

## Contexto histórico
O Castelo Fushimi-Momoyama foi construído anos antes (1592-1594), como palácio luxuoso de Hideyoshi Toyotomi, porém, em 1596, foi danificado por um terremoto. Entretanto, Tokugawa Ieyasu reconstruiu o castelo e deixou-o ao comando de Torri Mototada. A guerra contra as tropas de Ishida tomava proporções cada vez maiores, e Ieyasu sabia que o castelo seria um dos principais alvos do inimigo, causa da sua proximidade com a cidade de Kyoto. Durante a sua visita ao castelo, Ieyasu discutiu Mototada a possibilidade de um ataque inimigo, mas o samurai decidiu enfrentar o exército oponente, mesmo reconhecendo que as suas tropas excediam as dele em larga escala. A estratégia partiria de um ponto de ataque de Torii, permitindo que Tokugawa escapasse para rearmar o seu exército contra Ishida.

## Batalha
O exército de Ishida deu início ao cerco a 27 de agosto tal como Ieyasu e Mototada havia previsto. A guarda do castelo resistiu ao cerco por dez dias, sabendo que tinham conseguido descontinuar o exército invasor por tempo útil até que fosse possível concretizar a estratégia de Ieyasu. A 8 de setembro, uma das torres foi incendiada e não tardou a que o fogo se espalhasse até ao núcleo do castelo, e apesar das adversidades, as tropas de Mototada continuaram a combater até que o seu número se reduzisse a apenas dez samurais.
Mototada cometeu seppuku juntamente com a sua família e o seu sacrifício foi recordado durante décadas como um exemplo de lealdade e honra dignas digno de um verdadeiro samurai. As acções de Torii Mototada mudaram o curso da história japonesa. Tokugawa Ieyasu foi capaz de armar um exército de 90 mil homens e confrontar as forças de Ishida em campo aberto na Batalha de Sekigahara. Numa sangrenta batalha, mais de 200 mil guerreiros samurai se confrontaram. 4 mil cabeças foram cortadas nas primeiras horas do confronto e 70 mil homens acabariam por morrer em apenas dois dias, enquanto que o restante exército de Ishida foi perseguido e executado. A Batalha de Sekigahara foi fundamental para a unificação do Japão, que após o conflito, a família Tokugawa passaria a governar o país inteiro durante os 268 anos seguintes.